# Amorpheae
Amorpheae,  tribus mahunarki iz potporodice Faboideae kojemu pripada ukupno osam rodova.
Tribus je opisan 1964., a tipični rod je čivitnjača s 15 vrsta grmova i polugrmova raširenih po Sjevernoj Americi. Neke vrste uvezene su u Europu i Aziju, a u Hrvatkoj je jedini predstavnik kineski bagrem.

## Rodovi
1. Psorothamnus Rydb. (10 spp.)
2. Dalea L. (197 spp.)
3. Marina Liebm. (40 spp.)
4. Apoplanesia C. Presl (2 spp.)
5. Amorpha L. (15 spp.)
6. Parryella Torr. & A. Gray ex A. Gray (1 sp.)
7. Errazurizia Phil. (3 spp.)
8. Pictarena Becklund (1 sp.)
9. Eysenhardtia Kunth (13 spp.)